# Zelda Fitzgerald
Zelda Fitzgerald (Montgomery, 24 de julho de 1900 - Asheville, 10 de março de 1948) (née Sayre), foi uma romancista, contista, poetisa, dançarina, pintora e socialite norte-americana, além de esposa do escritor F. Scott Fitzgerald.
Zelda foi um ícone na década de 20, apelidada pelo marido de "primeira melindrosa americana". Depois do sucesso do primeiro romance de Scott, This Side of Paradise, os Fitzgerald viraram celebridades. Os jornais de Nova York os enxergavam como a concretização da Era do Jazz e da Geração Decadente: jovens, aparentemente ricos, belos.
Nascida no Alabama, ela era conhecida por sua beleza e vitalidade. Ela e o marido tornaram-se figuras emblemáticas durante a Era do Jazz. O sucesso imediato do primeiro livro de Scott, This Side of Paradise (1920), os levou a circular entre os altos círculos da sociedade, mas seu casamento foi marcado pelos excessos de bebida, pela infidelidade e por acusações mútuas.
Ernest Hemingway, por quem Zelda não nutria simpatia, a acusava pela queda na qualidade literária de Scott, sendo que Zelda contribuiu e muito com material para a ficção do marido. Depois de ser diagnosticada com esquizofrenia, ela foi continuamente internada em diversas clínicas. Scott morreu subitamente em 1940. Zelda morreu sete anos depois em um incêndio no Hospital Psiquiátrico de Asheville, na Carolina do Norte, onde era paciente.

## Biografia

### Primeiros anos

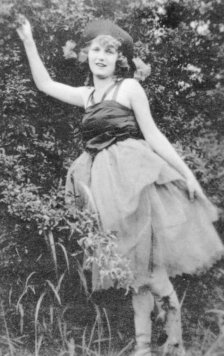
Zelda aos 19 anos, em uma roupa de dança

Nascida em Montgomery, Alabama, no ano de 1900, Zelda era a mais nova de seis irmãos. Sua mãe, Minerva Buckner "Minnie" Machen (23 de novembro de 1860 - 13 de janeiro de 1958), escolheu seu nome em homenagem a personagens de duas histórias pouco conhecidas: "Zelda: A Tale of Massachussetts Colony" (1866), de Jane Howard, e "Zelda's Fortune" (1874), de Robert Edward Francillion. Nas duas histórias, Zelda é uma cigana. Quando criança, Zelda era mimada pela mãe, mas o pai, Anthony Dickinson Sayre (1858-1930) – um juiz da Suprema Corte do Alabama e um dos principais juristas do estado – era um homem severo e distante.
A família descendia dos primeiros moradores de Long Island, que se mudaram para o Alabama pouco antes da Guerra de Secessão. Na época do nascimento de Zelda, os Sayre eram uma família importante do sul dos Estados Unidos. Seu tio-avô, John Tyler Morgan, teve seis mandatos no Senado dos Estados Unidos; o avô paterno editava um jornal em Montgomery; o avô materno, Willis Benson Machen, cumpriu um mandato parcial como senador pelo Kentucky. Os irmãos de Zelda eram Anthony Dickinson Sayre Jr. (1894-1933), Marjorie Sayre (Sra. Minor Williamson Brinson) (1866-1960), Rosalind Sayre (Sra. Newman Smith) (1889-1979) e Clothilde Sayre (Sra. John Palmer) (1891-1986).
Zelda Sayre foi uma criança extremamente ativa. Ela dançava, fazia aulas de balé e gostava de ficar ao ar livre. Em 1914, passou a frequentar a escola Sidney Lanier High School. Ela era inteligente, mas não tinha interesse pelas aulas. Seu estudo do balé continuou durante o ensino médio, época em que teve uma vida social ativa. Embora bebesse, fumasse e passasse muito tempo com os garotos, ela continuou sendo uma líder na cena social da juventude local. Um artigo de jornal a respeito de uma de suas apresentações de dança citou-a dizendo que só queria saber de "garotos e de nadar".

Ela desenvolveu uma ânsia por atenção, buscando ativamente desrespeitar convenções – fosse dançando o Charleston ou vestindo um traje de banho justo e da cor da pele para incensar os rumores de que nadava nua. A reputação de seu pai funcionava como uma rede de proteção, o que evitou a ruína social de Zelda. Naquele tempo, a sociedade sulista americana esperava que as mulheres fossem delicadas, dóceis e transigentes. As excentricidades de Zelda chocavam as pessoas ao seu redor, e ela se tornou – junto à sua amiga de infância e futura estrela de Hollywood Tallulah Bankhead – um dos principais temas de fofoca em Montgomery. Seu etos foi resumido na citação adicionada abaixo de sua foto como formanda no ensino médio:
Why should all life be work, when we all can borrow. Let's think only of today, and not worry about tomorrow.
[Por que a vida deveria ser apenas trabalho, quando podemos pegar tudo emprestado. Vamos pensar somente no hoje, e não nos preocupar com o amanhã.]

### F. Scott Fitzgerald

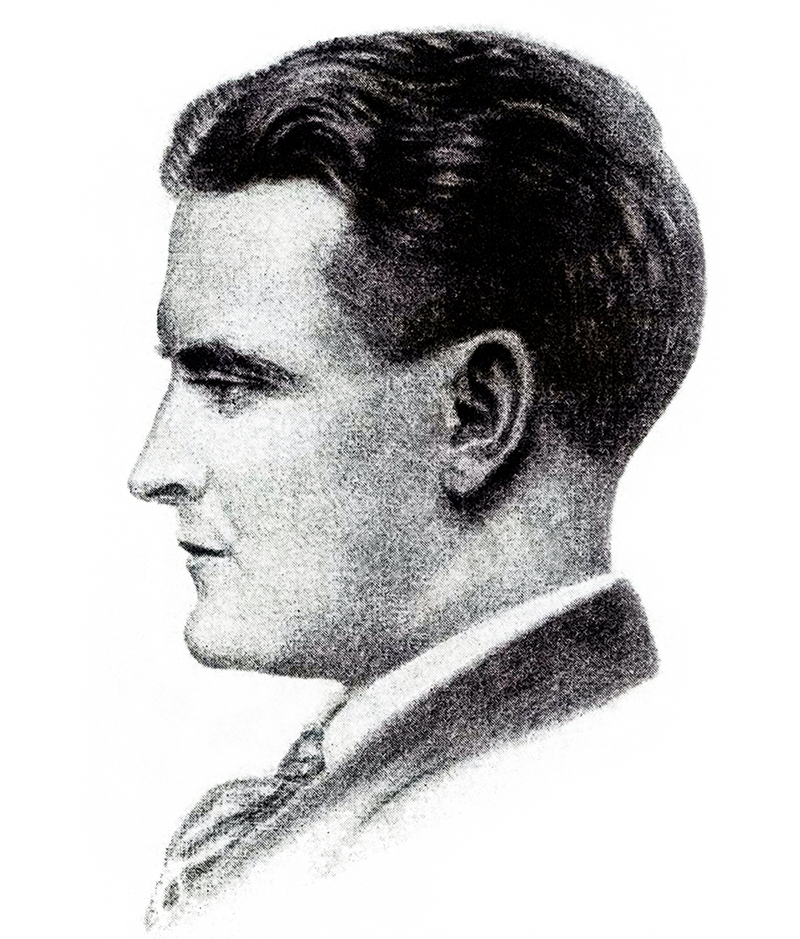
F. Scott Fitzgerald em 1921, por Gordon Bryant para a revista Shadowland

Zelda e Scott se conheceram em julho de 1918. Ele passou a contatá-la diariamente e ia para Montgomery nos dias de folga. Ele falava sobre seus planos de ser famoso e enviou a ela um capítulo do livro que estava escrevendo. Estava tão encantado por Zelda que reformulou a personagem Rosalind Connage, de This Side of Paradise, para que se parecesse com ela. Ele escreveu: "qualquer crítica feita a Rosalind termina onde começa sua beleza". Também disse a Zelda: "a heroína se assemelha a você em mais do que quatro maneiras". Zelda era mais do que uma mera musa – depois que ela mostrou seu diário pessoal a Scott, ele copiou trechos inteiros em seu romance. O solilóquio do protagonista Amory Blaine no cemitério, que aparece na conclusão de This Side of Paradise, foi retirado diretamente do diário de Zelda.
O primeiro encontro de Scott e Zelda aconteceu numa estação de trem (que Scott mais tarde incluiu em The Great Gatsby). Scott não era o único homem cortejando Zelda, e a competição fez com que ele a quisesse ainda mais. No livro de registros que manteve meticulosamente durante toda a sua vida, ele mencionou, em 7 de setembro, que havia se apaixonado. No fim, ela também acabaria se apaixonando. Segundo a biógrafa Nancy Milford, "Scott atraiu algo em Zelda que ninguém antes dele havia percebido: um sentimento romântico de presunção, que era semelhante ao dele próprio".
O namoro foi brevemente interrompido em outubro, quando ele foi convocado para o norte. Ele tinha e expectativa de ser enviado para a França, mas foi designado para Camp Mills, em Long Island. Enquanto estava lá, o Armistício de Compiègne foi assinado. Ele voltou à base próxima a Montgmorey e, em dezembro, ele e Zelda se encontravam inseparáveis e apaixonados; Scott mais tarde descreveria o comportamento deles naquela época como "imprudência sexual". Em 14 de fevereiro de 1919, ele foi dispensado do serviço militar e partiu para Nova Iorque, onde se estabeleceu.
Os dois escreviam um para o outro com frequência e, em março de 1920, Scott enviou a Zelda o anel que pertencera à mãe dele, e eles noivaram. Muitos amigos e membros da família de Zelda ficaram receosos com o relacionamento. Eles não aprovavam o consumo excessivo de álcool por parte de Scott, e a família dela, que era episcopal, não gostava do fato de ele ser católico.

### Casamento
Em setembro, Scott já havia finalizado seu primeiro romance, This Side of Paradise, e o manuscrito foi rapidamente aceito para publicação. Quando soube que o romance havia sido aceito, Scott escreveu ao editor Maxwell Perkins solicitando a antecipação do lançamento: "Há muitas coisas que dependem do sucesso desse livro – incluindo, é claro, uma garota". Em novembro, ele voltou a Montgomery, triunfante com a novidade a respeito do romance.
Zelda aceitou se casar com ele assim que o livro fosse publicado; ele, por sua vez, prometeu levá-la para Nova Iorque com "toda a iridescência do princípio do mundo". This Side of Paradise foi publicado em 26 de março, Zelda chegou em Nova Iorque no dia 30 do mesmo mês, e, em 3 de abril de 1920, diante de um pequeno grupo de pessoas na Catedral de São Patrício, eles se casaram.
Scott e Zelda tornaram-se celebridades em Nova Iorque tanto pelo seu comportamento extravagante quanto pelo sucesso de This Side of Paradise. Eles foram obrigados a deixar o Hotel Biltmore e o Hotel Commodore devido à embriaguez. Certa vez, Zelda entrou na fonte da Union Square. Outro exemplo desse comportamento do casal data de quando conheceram Dorothy Parker: Zelda e Scott estavam sentados em cima de um táxi. Parker disse que "os dois pareciam ter acabado de sair caminhando de dentro do sol; sua juventude era impressionante. Todo mundo queria conhecê-lo". A vida social deles era regada a álcool.
Na vida pública, o efeito do excesso de álcool era apenas o de levar a eventuais cochilos quando chegavam às festas que frequentavam, mas, na vida privada, conduziu o casal a brigas cada vez mais severas. Para a satisfação de ambos, nas páginas dos jornais nova-iorquinos Zelda e Scott eram apresentados como ícones de juventude e sucesso – efants terribles da Era do Jazz.
No Dia de São Valentim de 1921, época em que Scott trabalhava na finalização seu segundo romance, The Beautiful and Damned (Os Belos e Malditos), Zelda descobriu que estava grávida. Eles decidiram ir para a casa de Scott em Saint Paul, Minnesota para ter o bebê. Em 26 de outubro de 1921, ela deu à luz Frances "Scottie" Fitzgerald. Segundo registrou Scott, Zelda disse, quando voltava do efeito da anestesia, "Ai meu Deus, estou bêbada. Mark Twain. Ela não é esperta?—ela está com soluço. Espero que seja bela e tola—uma bela tolinha". Muitas de suas palavras acabaram aparecendo nos romances de Scott; em The Great Gatsby, a personagem Daisy Buchanan manifesta uma esperança similar para sua filha.

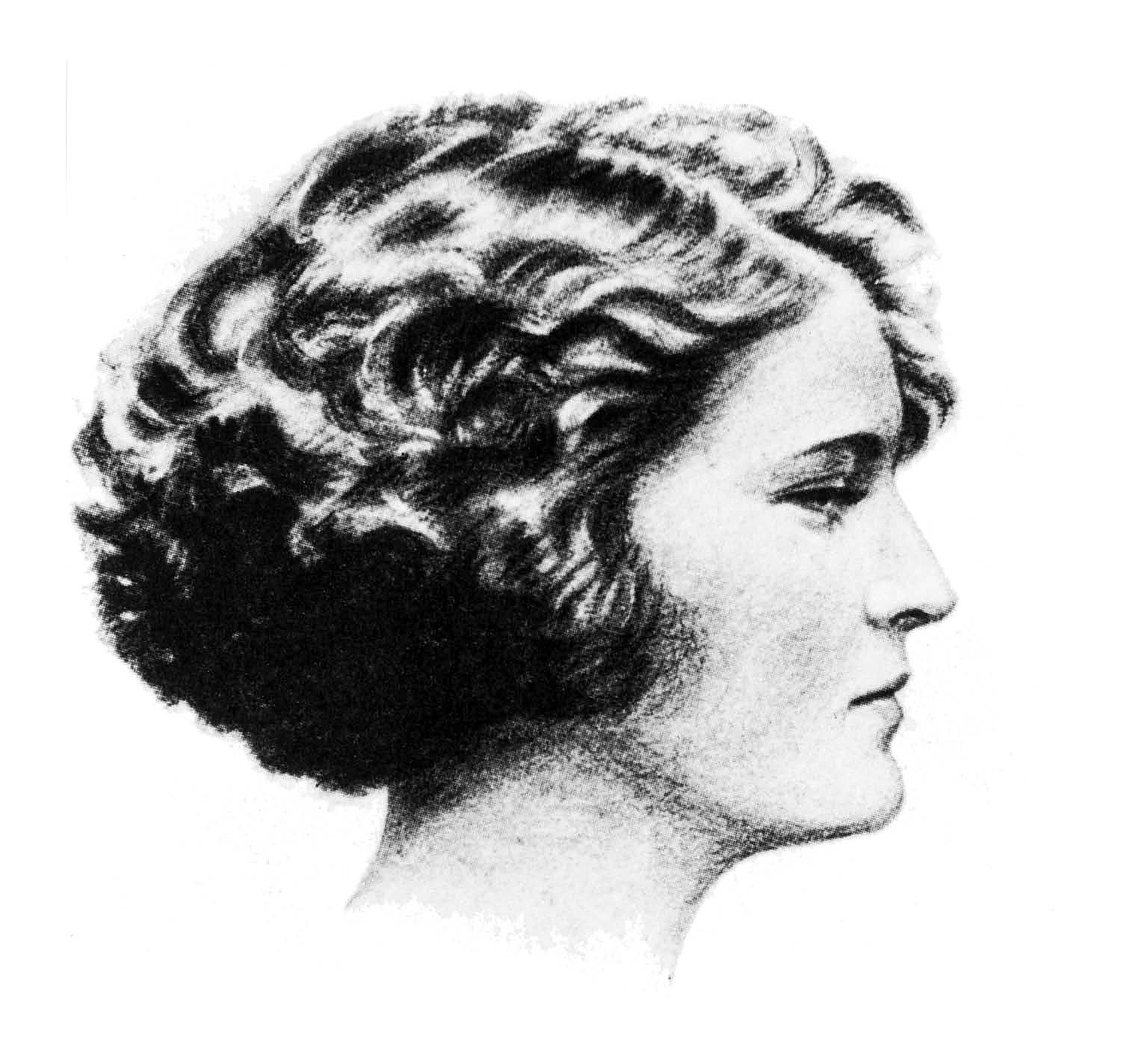
Zelda em 1922

Zelda nunca se tornou particularmente caseira ou demonstrou qualquer interesse pelos cuidados com a casa. Em 1922, os Fitzgerald contrataram uma babá para a filha, um casal para limpar a casa e uma lavadeira. A convite da editora Harper & Brothers, Zelda contribuiu com o livro Favorite Recipes of Famous Women, para o qual escreveu: "Veja se tem bacon, e, se tiver, pergunte à cozinheira em qual frigideira se deve fritá-lo. Então, pergunte se tem ovos e, se tiver, tente persuadi-la a fazer dois Ovos Poché. É melhor não tentar fazer torradas, pois queimam com muita facilidade. Além disso, no caso do bacon, não deixe o fogo muito alto, ou você terá que sair de casa por uma semana inteira. Sirva de preferência em pratos de porcelana, embora os de ouro ou de madeira sirvam, se estiverem à mão".
No começo de 1922, ela engravidou novamente. Presume-se que ela tenha abortado. A opinião de Zelda a respeito da segunda gravidez é desconhecida, mas, no primeiro rascunho de The Beautiful and Damned, o romance que Scott estava finalizando à época, ele escreveu uma cena em que a protagonista feminina, Gloria, acredita estar grávida, e Anthony sugere que ela "fale com alguma mulher a melhor forma de agir. A maioria dá um jeito". A sugestão de Anthony acabou sendo removida da versão final, e essa mudança acarretou uma alteração de enfoque, que passou da questão quanto ao aborto para a preocupação de Gloria com a própria aparência, que, para ela, seria arruinada pelo bebê.
Quando a publicação de The Beautiful and Damned se aproximava, Burton Rascoe, que havia sido designado editor literário do New York Tribune há pouco tempo, abordou Zelda em busca de uma oportunidade de atrair leitores através da publicação de uma resenha atrevida do trabalho mais recente de Scott. Em sua resenha, ela fez uma referência espirituosa ao uso de seus diários na obra de Scott, mas o material plagiado se tornou uma fonte genuína de ressentimento:
Para começar, todos devem comprar este livro pelas seguintes razões estéticas: primeiro, porque encontrei o vestido dourado mais lindo do mundo custando apenas trezentos dólares em uma loja na Rua 42; também porque, se um número suficientemente grande de pessoas comprarem o livro, sei exatamente onde encontrar um belo anel de platina; e, ainda, se um monte de gente mesmo comprar o livro, meu marido precisa de um novo sobretudo, embora aquele que ele possui tenha servido bem nos últimos três anos... Parece-me que, em certa página, reconheci parte de um antigo diário meu que despareceu misteriosamente pouco depois do meu casamento, e também fragmentos de cartas que soam vagamente familiares, ainda que bastante editadas. De fato, o Sr. Fitzgerald – acredito que é assim que se escreve seu nome – parece acreditar que o plágio começa em casa.
O artigo fez com que Zelda recebesse propostas de outras revistas. Em junho, um artigo escrito por Zelda Fitzgerald, Eulogy on the Flapper (Elogio à melindrosa), foi publicado na Metropolitan Magazine. Apesar de supostamente tratar do declínio do estilo de vida das melindrosas, a biógrafa Nancy Milford afirmou que o ensaio era "uma defesa de seu próprio código de existência". Zelda descreveu as melindrosas nas seguintes palavras:
A melindrosa despertou de sua letargia de pré-debutante, cortou seu cabelo, vestiu seu melhor par de brincos e uma grande quantidade de audácia e blush e foi à luta. Ela flertava porque flertar era divertido e vestiu um maiô porque tinha uma silhueta bonita ...ela tinha consciência de que as coisas que fazia eram aquelas que sempre quis fazer. As mães desaprovavam que seus filhos levassem as melindrosas para os bailes, para os chás, para nadar e, acima de tudo, que as levassem a sério.
Zelda continuou escrevendo e vendeu vários contos e artigos. Ela ajudou Scott a escrever a peça The Vegetable, mas, quando esta fracassou, os Fitzgerald se viram endividados. Scott escreveu contos furiosamente para pagar as contas, mas acabou desgastado e deprimido. Em abril de 1924, eles foram para Paris.

### Expatriação
Depois de chegar a Paris, eles logo se mudaram para Antibes, na Riviera Francesa. Enquanto Scott estava absorto no processo de escrita de The Great Gatsby, Zelda apaixonou-se por um vistoso jovem piloto francês, Edouard Jozan. Ela passava as tardes nadando na praia e as noites dançando nos cassinos com Jozan. Depois de seis semanas, ela pediu o divórcio. Scott a princípio quis confrontar Jozan, mas, ao invés disso, respondeu ao pedido de Zelda trancando-a na casa deles até que ela desistisse da ideia.
Jozan não sabia que ela havia pedido o divórcio. Ele deixou a Riviera mais tarde naquele ano, e os Fitzgerald nunca mais o viram. Anos mais tarde, ele disse a Nancy Milford, biógrafa de Zelda, que a infidelidade foi imaginária: "Os dois tinham uma necessidade de drama, eles inventaram tudo isso e talvez fossem vítimas de suas imaginações instáveis e um tanto doentias". Segundo "F. Scott Fitzgerald: A Life in Letters", Fitzgerald referiu-se ao caso Jozan em uma carta enviada em agosto a Ludlow Fowler, em que discutia as ilusões perdidas em The Great Gatsby enquanto representação de sua perda de segurança na fidelidade de Zelda e sobre como o livro dramatizava os aspectos centrais do amor dele e de Zelda, o cortejo, a ruptura, o restabelecimento com o sucesso financeiro e a traição com Jozan:
| “ | Eu também me sinto velho neste verão... o fardo deste romance — a perda daquelas ilusões que dão tanta cor ao mundo que você não se importa se algo é verdadeiro ou falso desde que participe daquela glória mágica. | ” |

The Great Gastby ainda era um rascunho durante a crise com Jozan, em julho de 1924, e o texto datilografado foi enviado à Scribners no final de outubro. Fitzgerald escreveu em seus cadernos: "naquele setembro de 1924, eu soube que havia acontecido algo que nunca poderia ser consertado".
Depois da briga, os Fitzgerald mantiveram as aparências entre os amigos, parecendo felizes. Mas, em setembro, Zelda teve uma overdose de pílulas para dormir. O casal nunca falou sobre o incidente e se recusou a dizer se fora uma tentativa de suicídio ou não. Scott voltou a escrever, finalizando The Great Gatsby em outubro. Eles tentaram comemorar com uma viagem a Roma e Capri, mas os dois estavam infelizes e abatidos. Quando ele recebeu as provas do romance, afligiu-se quanto ao título: Trimalchio in West Egg, apenas Trimalchio ou Gatsby, Gold-hatted Gatsby ou The High-bouncing Lover. Foi Zelda quem escolheu The Great Gatsby. Também foi nessa viagem, enquanto estava com colite, que Zelda começou a pintar.
Em abril de 1925, em Paris, Scott conheceu Ernest Hemingway, cuja carreira ele fez muito para promover. Hemingway e Scott Fitzgerald tornaram-se grandes amigos, mas Zelda e Hemingway desgostaram um do outro desde a primeira vez em que se encontraram; ela o descreveu abertamente como "falso" e "falso como um cheque sem fundos". Acreditava que a persona autoritária e machista de Hemingway era apenas pose; Hemingway, por sua vez, disse a Scott que Zelda era louca.
Provavelmente não ajudava que Scott insistisse constantemente para que ela contasse a história de seu caso com Jozan a Hemingway e a esposa, Hadley. Adornando a história, os Fitzgerald disseram aos Hemingway que o caso terminara quando Jozan cometeu suicídio. Foi através de Hemingway, no entanto, que os Fitzgerald foram apresentados a grande parte da comunidade de expatriados da Geração Perdida: Gertrude Stein, Alice B. Toklas, Robert McAlmon e outros.
Uma das brigas mais sérias ocorreu quando Zelda disse a Scott que a vida sexual deles decaíra porque ele era homossexual e que ele provavelmente estava tendo um caso com Hemingway. Não existem evidências de que qualquer um dos dois era homossexual, mas mesmo assim Scott decidiu dormir com uma prostituta para provar sua heterossexualidade. Zelda encontrou preservativos que ele havia comprado antes que qualquer encontro ocorresse, e a isso se seguiu uma briga séria, que resultou num ciúme persistente. Mais tarde, ela se jogou de um lance de escadas de mármore em uma festa porque Scott, absorto em uma conversa com Isadora Duncan, a ignorava.
O crítico literário Edmund Wilson, recordando-se de uma festa na casa dos Fitzgerald em Edgemoor, Delaware, que ocorrera em fevereiro de 1928, descreveu Zelda nos seguintes termos:

### Obsessão e doença
Embora Scott tenha se baseado largamente na personalidade intensa de sua esposa em seus escritos, grande parte do conflito entre os dois se originava no tédio e isolamento que Zelda vivenciava enquanto Scott estava escrevendo. Quando ele estava trabalhando, ela o interrompia frequentemente, e os dois foram ficando cada vez mais infelizes ao longo dos anos 20. Scott tinha desenvolvido alcoolismo grave, o comportamento de Zelda se tornava cada vez mais errático e nenhum dos dois progrediu em seus esforços criativos.
Zelda tinha um desejo profundo de desenvolver um talento que fosse inteiramente dela, talvez como uma reação à fama e ao sucesso de Scott como escritor. Aos 27 anos, ficou obcecada com o balé, que estudara quando menina. Ela fora elogiada por suas habilidades de dança quando criança e, embora as opiniões de seus amigos sobre essa habilidade divergissem, aparentemente ela possuía um talento razoável. No entanto, Scott desprezava completamente o desejo de sua esposa de se tornar uma dançarina profissional e considerava-o uma perda de tempo.
Zelda voltou aos estudos tarde demais para se tornar uma dançarina verdadeiramente excepcional, mas insistiu obsessivamente em treinos diários exaustivos (de até oito horas por dia) que contribuíram para sua exaustão física e mental subsequente. Em setembro de 1929, foi convidada a participar da escola de balé da San Carlo Opera Ballet Company, em Nápoles, mas, ainda que o convite a aproximasse do sucesso que desejava, recusou. Enquanto o público ainda acreditava que os Fitzgerald viviam uma vida de glamour, os amigos notavam que a presença deles nas festas tinha passado de elegante a autodestrutiva – os dois tinham se tornado companhia desagradável.
Em abril de 1930, Zelda foi internada em um sanatório na França onde, depois de meses de observação e tratamento, além de uma consulta com um dos principais psiquiatras da Europa, Doutor Eugen Bleuler, foi diagnosticada como esquizofrênica. Inicialmente internada em um hospital nos arredores de Paris, ela foi mais tarde transferida para uma clínica em Montreux, Suíça. A clínica tratava principalmente doenças gastrointestinais, e, como resultado dos problemas psicológicos profundos de Zelda, esta foi transferida para uma clínica psiquiátrica em Prangins, às margens do Lago Léman. Ela foi liberada em setembro de 1931 e os Fitzgerald voltaram para Montgomery, Alabama, onde o pai de Zelda, Juiz Sayre, estava morrendo. Em meio ao sofrimento da família da esposa, Scott anunciou que estava indo para Hollywood. O pai de Zelda morreu enquanto Scott estava longe, e a saúde dela piorou mais uma vez. Em fevereiro de 1932, ela havia voltado a viver em uma clínica psiquiátrica.

### Save Me the Waltz
Em 1932, enquanto se tratava na Clínica Phipps no Johns Hopkins Hospital, em Baltimore, Zelda teve um arroubo de criatividade. Ao longo de suas seis primeiras semanas na clínica, ela escreveu um romance inteiro e o enviou para o editor de Scott, Maxwell Perkins.
Quando Scott enfim leu o livro de Zelda, uma semana depois de ela enviá-lo a Perkins, ficou furioso. O livro era um relato semiautobiográfico do casamento deles. Através de cartas, Scott a repreendeu e reclamou, enfurecido, de ela ter se utilizado, no romance, o material autobiográfico que ele planejava usar em Tender Is the Night, livro no qual estava trabalhando havia anos e que finalmente seria publicado em 1934.
Scott forçou Zelda a alterar seu romance, removendo as partes baseadas no material compartilhado que ele planejava usar. A Grande Depressão tinha atingido os Estados Unidos, mas a Scribner aceitou publicar o livro, e uma impressão de 3010 cópias foi lançada em sete de outubro de 1932.
As semelhanças com os Fitzgerald eram óbvias. A protagonista do romance era Alabama Beggs, filha de um juiz do Sul, assim como Zelda, que se casa com David Knight, um aspirante a pintor que fica famoso de maneira abrupta por causa de seu trabalho. Eles vivem uma vida agitada em Connecticut e depois partem para a França. Insatisfeita com o casamento, Alabama se entrega ao balé. Apesar de ouvir que não teria chances, ela persevera e, depois de três anos, torna-se a principal dançarina em uma companhia de ópera. Entretanto, Alabama adoece devido à exaustão, e o romance termina quando eles retornam para a família dela, no Sul, quando seu pai está morrendo.
Tematicamente, o romance retratou a luta de Alabama (e assim, também a de Zelda) para ser mais do que uma coadjuvante da própria vida, para ser respeitada por suas próprias proezas – para estabelecer sua independência do marido. O estilo de Zelda era muito diferente do de Scott. A linguagem usada em Save Me the Waltz (Esta Valsa é Minha) era repleta de floreios verbais e metáforas complexas. O romance também era profundamente sensual; conforme escreveria Jacqueline Tavernier-Courbin, estudiosa de literatura, em 1979, "a sensualidade decorre da percepção de Alabama quanto à explosão de vida presente dentro dela, da consciência do corpo, das imagens naturais através das quais expressa não apenas as emoções, mas também os fatos, da presença avassaladora dos sentidos, em particular o tato e o olfato, em cada descrição".
Na época, no entanto, o livro não foi bem recebido pelos críticos. Para o desalento de Zelda, ele vendeu somente 1392 cópias, pelas quais ela recebeu $ 120,73. O fracasso de Save Me the Waltz e as críticas severas que ouviu de Scott por tê-lo escrito – ele a chamou de "plagiadora" e de "escritora de quinta categoria" – acabaram com seu entusiasmo. Foi o único romance que ela publicou.

### Últimos anos
A partir de meados da década de 1930, Zelda passou o resto da vida em diferentes estágios de sofrimento mental. Algumas das obras que ela pintara nos anos anteriores, dentro e fora dos sanatórios, foram exibidas em 1934. Zelda ficou desapontada com a resposta à sua arte, assim como havia ficado com a recepção morna de seu livro. O The New Yorker as descreveu apenas como "pinturas da quase mítica Zelda Fitzgerald; contendo quaisquer conotações e associações emocionais que possam ter restado de uma suposta Era do Jazz". Não foi oferecida nenhuma descrição efetiva das pinturas. Zelda, às vezes, tornava-se violenta e reclusa. Em 1936, Scott a internou no Highland Hospital, em Asheville, Carolina do Norte, e escreveu com pesar aos amigos:
| “ | Zelda agora alega estar em contato direto com Cristo, William o Conquistador, Mary Stuart, Apolo e mais todo o resto que seria de se esperar... Por tudo que ela sofreu, não há uma única noite sóbria na qual eu não eu preste uma rígida homenagem durante uma hora, em meio à escuridão. De um jeito estranho, talvez inacreditável para você, ela sempre foi uma espécie de filha para mim (não era recíproco como geralmente é em um casamento)... Eu fui a realidade para ela, e frequentemente fui o único agente de contato que conseguia tornar o mundo tangível. | ” |

Zelda permaneceu no hospital enquanto Scott retornou mais uma vez, em junho de 1937, para Hollywood, por causa de um trabalho na MGM pelo qual recebia mil dólares por semana. Sem que Zelda soubesse, ele iniciou um caso sério com a colunista de cinema Sheilah Graham. Apesar da empolgação oferecida pelo romance, Scott estava amargurado e exausto. Quando a filha deles, Scottie, foi expulsa do internato, em 1938, ele culpou Zelda. Embora Scottie tenha sido aceita na Vassar College depois disso, o ressentimento dele contra Zelda ficou mais forte do que nunca. Sobre o modo de pensar de Scott, Milford escreveu: "a veemência de seu rancor em relação a Zelda era clara. Fora ela quem o arruinara; ela quem o fizera esgotar seus talentos... Seu sonho fora roubado dele por Zelda".
Depois de uma briga violenta e embriagada com Graham, em 1938, Scott voltou a Asheville. Um grupo do hospital de Zelda havia planejado ir para Cuba, mas ela perdeu a viagem. Os Fitzgerald decidiram ir sozinhos. A viagem foi um desastre mesmo para os padrões deles: Scott foi espancado ao tentar impedir uma briga de galo e voltou aos Estados Unidos tão embriagado e exausto que teve de ser hospitalizado. Os Fitzgerald nunca mais se viram.
Scott voltou para Hollywood e para Graham; Zelda voltou para o hospital. Mesmo assim, ela progrediu em Asheville e, em março de 1940, quatro anos depois de sua internação, foi liberada. Ela estava perto dos quarenta anos, seus amigos há muito haviam partido, e os Fitzgerald não tinham mais muito dinheiro. Scott se sentia cada vez mais amargurado por seus próprios fracassos e pelo sucesso contínuo de seu velho amigo Hemingway. Eles escreveram um para o outro com frequência até que, em dezembro de 1940, Scott sucumbiu. Em 21 de dezembro de 1940, ele morreu. Zelda não conseguiu comparecer ao funeral dele em Rockville, Maryland.
Zelda leu o manuscrito inacabado do romance que Scott estava escrevendo quando faleceu, The Love of the Last Tycoon [O Último Magnata]. Ela escreveu ao crítico literário Edmund Wilson, que havia concordado em editar o livro, refletindo sobre o legado de Scott. Zelda acreditava, disse Milford, sua biógrafa, que o trabalho dele continha "um fundamentalmente temperamento americano ancorado na crença em si mesmo e na 'vontade-de-sobreviver' que seus contemporâneos haviam abandonado. Scott, ela insistia, não o fizera. O trabalho dele possuía vitalidade e força por causa de sua crença infatigável em si mesmo".

### Morte
Depois de ler The Last Tycoon, Zelda começou a trabalhar em um romance próprio, Caesar's Things. Assim como não havia comparecido ao funeral de Scott, também não compareceu ao casamento de Scottie. Em agosto de 1943, ela voltou ao Highland Hospital. Trabalhou em seu romance enquanto entrava e saía do hospital. Zelda nunca melhorou realmente e nunca finalizou o romance. Na noite de 10 de março de 1948, houve um incêndio na cozinha do hospital. Zelda estava trancada em uma sala, esperando pela terapia de eletrochoque. O fogo se alastrou através do poço do elevador de comida, se espalhando por todos os andares. As escadas de emergência eram de madeira e também pegaram fogo. Nove mulheres, incluindo Zelda, morreram.

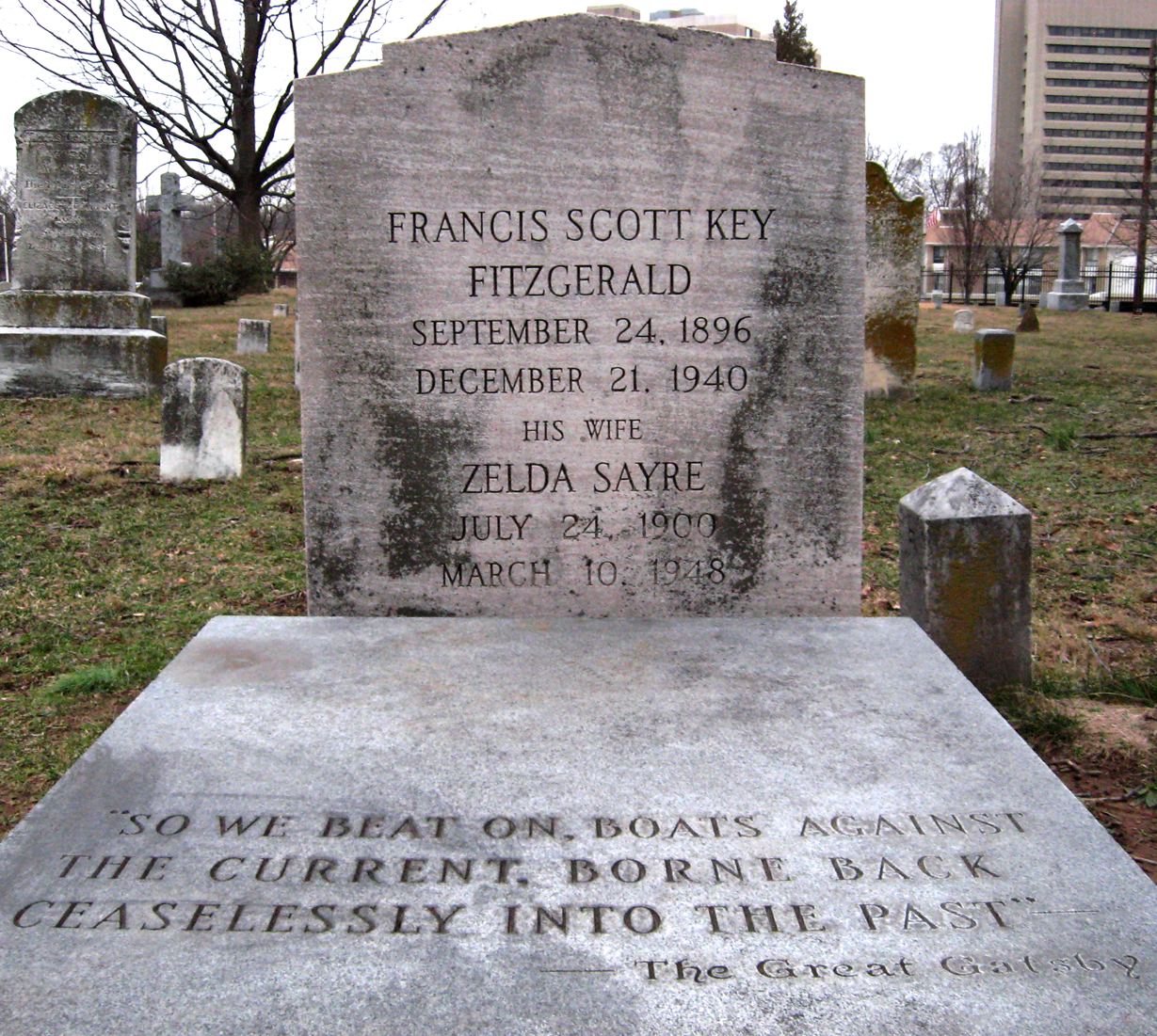
O túmulo de Zelda e Scott em Rockville, Maryland

A filha dos Fitzgerald, Scottie, escreveu depois de suas mortes:
| “ | Eu acho (na falta de provas documentais do contrário) que, se as pessoas não são loucas, elas conseguem escapar de situações que são loucas, por isso nunca consegui comprar a ideia de que foi o alcoolismo do meu pai que a levou ao sanatório. Assim como não acho que foi ela que o levou ao alcoolismo. | ” |

Scott e Zelda foram enterrados em Rockville, Maryland – originalmente no Rockville Union Cemetery, longe do lote de terra da família dele. Em 1975, no entanto, Scottie conseguiu que eles fossem enterrados junto aos outros Fitzgerald no Saint Mary's Catholic Cemetery. Inscrita na lápide deles está a última frase de The Great Gatsby: "Então prosseguimos, barcos contra a corrente, empurrados incessantemente ao passado".

## Legado
Scott considerava-se um fracassado quando morreu, e a morte de Zelda também foi pouco notada. Mas, pouco tempo depois, o interesse pelos Fitzgerald ressurgiu. Em 1950, o roteirista Budd Schulberg, que conhecia Scott do tempo em que este estivera em Hollywood, escreveu The Disenchanted [Os Desencantados], que apresentava um personagem alcoólatra e fracassado, inspirado em F. Scott Fitzgerald. Em 1951, o professor da Universidade Cornell Arthur Mizener escreveu The Far Side of Paradise, uma biografia de F. Scott Fitzgerald que reacendeu o interesse pelo casal entre os estudiosos. O texto foi serializado na revista The Atlantic Monthly, e uma reportagem a respeito da biografia foi publicado na revista Life, uma das mais lidas e discutidas à época nos Estados Unidos. Scott era visto como um fracasso fascinante; a saúde mental de Zelda foi amplamente responsabilizada pelo potencial desperdiçado dele.
Uma peça baseada em The Disenchanted estreou na Broadway em 1958. Também naquele ano a amante de Scott em Hollywood, Sheilah Graham, publicou um livro de memórias, Beloved Infidel [Adorado Infiel], sobre os últimos anos dele. Beloved Infidel tornou-se um bestseller e, mas tarde, um filme estrelado por Gregory Peck, no papel de Scott, e Deborah Kerr, como Graham. O livro e o filme retrataram-no sob uma ótica mais compreensiva do que os trabalhos anteriores. Em 1970, no entanto, o casamento de Scott e Zelda passou por sua mais profunda revisão, quando Nancy Milford, à época estudante de pós-graduação na Universidade Columbia, publicou Zelda: uma biografia, o primeiro trabalho extenso sobre a vida dela. O livro foi finalista do Pulitzer e do National Book Award e esteve durante semanas na lista de mais vendidos do The New York Times. O livro apresenta Zelda como uma artista cujos talentos foram diminuídos por um marido controlador. Assim, Zelda tornou-se um ícone do movimento feminista na década de 1970 – uma mulher cujo potencial não reconhecido fora suprimido pela sociedade patriarcal.
Zelda foi a inspiração para "Witchy Woman", canção sobre feiticeiras sedutoras escrita por Don Henley e Bernie Leadon para os Eagles depois que Henley leu a biografia de Zelda; sobre a musa, o gênio incompleto por trás do marido, F. Scott Fitzgerald, a típica "melindrosa" da Era do Jazz e dos Roaring Twenties, selvagem, cativante, fascinante, personificada em The Great Gatsby na personalidade desinibida e imprudente de Daisy Buchanan.
O comportamento de Zelda na letra de "Witchy Woman" alude aos seus excessos nas festas, que foram prejudiciais a sua psique: "She drove herself to madness with the silver spoon [Ela levou a si mesma à loucura com a colher de prata]" é uma referência ao tempo que Zelda passou em uma instituição psiquiátrica e à colher de prata entalhada usada para dissolver torrões de açúcar com absinto, bebida alcoólica popular nos anos 1920, destilada a partir da losna e chamada de "fada verde" porque às vezes levava a alucinações.
Quando Tennessee Williams dramatizou a vida dos Fitzgerald em Clothes for a Summer Hotel, nos anos 1980, ele se baseou largamente no texto de Milford. Uma caricatura de Scott e Zelda surgiu: eram o epítome da glorificação da juventude da Era do Jazz, a representantes da Geração Perdida e  uma parábola sobre as armadilhas do sucesso demasiado. A lenda de Zelda e Scott adentrara amplamente a cultura popular: no filme Manhattan, de Woody Allen, lançado em 1979, um amigo de Allen confidencia que planeja trocar a esposa pela amante (que por acaso é ex-namorada de Allen), e esta pergunta com descrença se ele planeja "fugir com a vencedora do prêmio Zelda Fitzgerald de maturidade emocional".
Sobre o legado de Zelda na cultura popular, a biógrafa Sally Cline escreveu: "Recentemente, o mito comparou Zelda aos outros ícones do século XX, Marilyn Monroe e Princesa Diana. Zelda compartilha com as duas o desafio às convenções, a intensa vulnerabilidade, a beleza condenada, a luta incessante por uma identidade séria, a vida curta e trágica e o temperamento completamente impossível". Em 1989, um museu dedicado a F. Scott e Zelda Fitzgerald foi inaugurado em Montgomery, Alabama. Ele fica em uma casa que o casal alugou por pouco tempo em 1931 e 1932. O museu é um dos poucos lugares em que algumas das pinturas de Zelda estão em exibição.
Um musical britânico, Beautiful and Damned, com texto de Kit Hesketh Harvey e letra e música de Les Reed e Roger Cook, estreou no West End de Londres em 2004, com Helen Anker no papel de Zelda.
Em 2005, o compositor Frank Wildhorn e o letrista Jack Murphy estrearam seu musical Waiting For The Moon em Marlton, Nova Jersey. O musical foi estrelado por Lauren Kennedy no papel de Zelda. Era, na maior parte, centrado no ponto de vista de Zelda e continha muitos números de dança. O show, que foi exibido apenas entre 20 e 31 de julho de 2005, ainda está sendo discutido para uma possível montagem na Broadway.
A imagem deslumbrante de Zelda também inspirou o nome da personagem Princesa Zelda, do criador de jogos de videogame Shigeru Miyamoto na série de jogos The Legend of Zelda. Miyamoto explicou: "Zelda era o nome da esposa do famoso escritor F. Scott Fitzgerald. Ela era uma mulher famosa e que todos consideravam bonita, e eu gostei do som de seu nome. Então, tomei a liberdade de usá-lo no primeiro título da série".
O autor francês Gilles Leroy escreveu uma autobiografia fictícia chamada Alabama Song (2007); ela ganhou o Prêmio Goncourt, maior distinção literária da França. Embora Leroy sempre tenha insistido que o livro não é uma biografia, mas um romance, ele contou com uma grande pesquisa factual. Tom Hiddleston e Alison Pill interpretam Scott e Zelda Fitzgerald no longa-metragem Meia-noite em Paris, de Woody Allen, lançado em 2011.
A peru-selvagem Zelda, moradora do Battery Park em Manhattan, Nova York, deve seu nome a ela porque (segundo a lenda), durante um dos colapsos nervosos de Zelda Fitzgerald, ela desapareceu e foi encontrada lá, tendo, aparentemente, caminhado vários quilômetros em direção ao centro.
O romance de estreia de R. Clifton Spargo, Beautiful Fools: The Last Affair of Zelda and Scott Fitzgerald (Overlook Press, 2013) é uma ficcionalização da última viagem de Zelda e Scott juntos, para Cuba, em 1939.

### Reavaliação crítica
Depois da biografia de Milford, estudiosos e críticos começaram a olhar para o trabalho de Zelda a partir de uma nova perspectiva. Em uma edição de 1968 de Save Me the Waltz, o estudioso da obra de F. Scott Fitzgerald Matthew Bruccoli escreveu: "Save Me the Waltz vale a leitura em parte porque qualquer coisa que ajude a elucidar a carreira de F. Scott Fitzgerald vale a pena – mas também porque foi o único romance que uma mulher que era corajosa e talentosa, mas que é lembrada apenas por suas derrotas, publicou". Conforme Save Me the Waltz foi se tornando cada vez mais lido junto à biografia de Milford, uma nova perspectiva surgiu. Em 1979, a estudiosa Jacqueline Tavernier-Courbin afirmou, refutando o posicionamento de Bruccoli: "Save Me the Waltz é um romance comovente e fascinante que deveria ser lido por seu próprio mérito, tanto quanto Tender Is The Night. Ele não precisa de nenhuma outra justificativa além de sua excelência comparativa.
Save Me the Waltz tornou-se foco de muitos estudos literários que exploraram diferentes aspectos do trabalho de Zelda: a forma como o romance contrastava com a visão de Scott sobre o casamento deles, a qual é apresentada em Tender Is The Night; o modo como a cultura de mercado surgida nos anos 1920 gerou estresse nas mulheres modernas; e o modo como essas atitudes levaram a uma distorção da "doença mental" nas mulheres.
A coletânea dos escritos de Zelda Fitzgerald (incluindo Save Me the Waltz), editada por Matthew J. Bruccoli, foi publicada em 1991. O crítico literário do The New York Times Michiko Kakutani afirmou: "É impressionante que o romance tenha sido escrito em dois meses. É ainda mais extraordinário que, mesmo com todas as suas falhas, ele consiga encantar, divertir e comover o leitor. Zelda Fitzgerald consegue, nesse romance, transmitir seu desespero heroico por um triunfo que fosse apenas seu, e ela também consegue distinguir-se enquanto autora, demonstrando um 'dom para transformar a linguagem em algo iridescente e surpreendente' (nas palavras que Edmund Wilson certa vez usou ao falar a respeito do marido dela)".
Estudiosos continuam a examinar e a debater o papel que Scott e Zelda podem ter tido no abafamento da criatividade de ambos. A biógrafa Sally Cline, sugeriu que os grupos que defendem um ou outro são "tão diametralmente opostos quanto aqueles que defendem Plath ou Hughes" – uma referência à grande controvérsia a respeito da relação dos poetas Ted Hughes e Sylvia Plath, que eram casados.
A arte de Zelda também passou a ser reavaliada como digna de interesse em si mesma. Depois de passar grande parte das décadas de 1950 e 60 nos sótãos da família – a mãe de Zelda, inclusive, mandou queimar muitas das obras da filha por não gostar delas –, ela começou a chamar a atenção de estudiosos. Exposições de seu trabalho já viajaram através dos Estados Unidos e da Europa. Uma resenha escrita pelo curador Everl Adair mencionou a influência de Vincent van Gogh e de Georgia O'Keeffe nas pinturas dela, e concluiu que o corpus remanescente "representa o trabalho de uma mulher talentosa e visionária que superou tremendas adversidades e criou uma obra fascinante – que nos inspira a celebrar a vida que poderia ter sido".